# Cechides amoenus
Cechides amoenus là một loài bọ cánh cứng bản địa của Tây Úc.